# Julián Pérez (militar)
Julián Pérez fue un militar mexicano con idealismo villista que participó en la Revolución mexicana y llegó al rango de general.
Nació en Chihuahua. Trabajó como mayordomo en la Hacienda de Rubio. En 1910 se incorporó al movimiento maderistas en las fuerzas del entonces coronel Francisco Villa. En la lucha contra Victoriano Huerta volvió a operar con las fuerzas villistas; formó parte de la escolta de "Dorados" y llegó a comandar un escuadrón de esa corporación. En junio de 1918 aceptó la amnistía del gobierno de Venustiano Carranza y se incorporó al Ejército Mexicano, a las órdenes del coronel Jesús Almeida. 